# Holly Woodlawn
Holly Woodlawn (26. října 1946 – 6. prosince 2015) byla portorická transgender herečka. Narodila se ve městě Juana Díaz ve floridském městě Miami Beach. Později odjela na sever a usadila se v New Yorku. Zde se setkala s umělcem Andym Warholem a později hrála v jeho filmech Trash (1970) a Women in Revolt (1971). Hudebník Lou Reed, který rovněž s Warholem spolupracoval, její jméno zmiňuje ve své písni „Walk on the Wild Side“.